# Петър Ангелов (хандбалист)
Вижте пояснителната страница за други личности с името Петър Ангелов.
Петър Ангелов (на македонска литературна норма: Петар Ангелов) е хандбалист от Северна Македония, национал на страната. Играе на поста вратар.

## Биография
Роден е на 8 март 1977 година в Кавадарци, тогава в Социалистическа федеративна република Югославия. Известен е с прякора си Диви.

## Клубове
- Тиквеш Кавадраци: до 2000 г.
- ХК Пелистер: 2000-2005
- Трамбле ан Франс: 2005-2009
- ХК Вардар Скопие: 2009-2010
- ХК Металург Скопие: 2010-2014
- ХК Вардар Скопие: oт 2014 г.